# 宮地美然
宮地美然（2013年9月2日—），是日本女童星，屬於Theatre Academy。

## 特性
專長是空手道。

## 出演

### 電視劇
- 我們最親愛的小櫻（2019年，日本電視台）- 飾演 火野つくし（幼少期）
- 我的事說來話長（2019年，日本電視台） - 飾演 薗田的女兒
- 龍之道 雙面復仇者（2020年，關西電視台・富士電視台） - 吉江美佐（幼少期）
- 寵女青春白皮書（2020年，日本電視台） - 飾演 小比賀櫻（幼少期）
- 虹色病歷簿（2021年，朝日電視台） - 飾演 紅野真空（幼少期）
- 理想的男人 第1話・第2話（2021年，東京電視台）
- 名偵探主廚（2021年，東京電視台） - 飾演 惠子（幼少期）
- 機搜235（2021年，東京電視台） - 飾演 小女孩
- 我只是想說喜歡妳（2021年，東京電視台） - 飾演 冴島千歲（幼少期）
- 異邦人（2021年，WOWOW） - 飾演 篁菜穗（幼少期）
- Fight Song 第2話（2022年1月18日，TBS） - 飾演 美咲
- 心愛的謊言 溫柔的黑暗 第5話（2022年2月11日，朝日電視台） - 飾演 Miyuki
- 過早偵探2 第3話（2022年4月28日，讀賣電視台・日本電視台）- 飾演 葉子（幼少期）
- 被討厭的監察官 音無一六 season1 第1話（2022年5月6日，東京電視台） - 飾演 佐橋真美（9歳時）
- 消失在雨中的向日葵 第4話・最終話（2022年8月14日・8月21日，WOWOW） - 飾演 真由子（幼少期）
- 真實的恐怖故事 夏之特別篇2022（2022年8月20日，富士電視台）
- 鋼盔 第8話（2022年8月24日，富士電視台） - 飾演 花音
- 想做料理的她與愛吃美食的她（2022年，NHK綜合台） - 飾演 野本ユキ（幼少期）
- 勝利的法廷式（2023年，讀賣電視台・日本電視台） - 飾演 早乙女花（幼少期）
- 我們假結婚吧（2023年7月11日 - ，關西電視台・富士電視台）- 飾演 千堂八重（幼少期）

## 外部連結
- 官方簡介 （页面存档备份，存于） - THEATRE ACADEMY
- 宮地美然的X（前Twitter）
- 宮地美然的Instagram帳戶